# Lough Lene SAC
Lough Lene SAC este o arie protejată (arie specială de conservare — SAC, sit de importanță comunitară — SCI) din Irlanda întinsă pe o suprafață de 490,74 ha, integral pe uscat.

## Localizare
Centrul sitului Lough Lene SAC este situat la coordonatele 53°39′48″N 7°13′45″W / 53.66339°N 7.229217°V.

## Înființare
Situl Lough Lene SAC a fost declarat sit de importanță comunitară în ianuarie 2002 pentru a proteja 5 specii de animale. Situl a fost protejat și ca arie specială de conservare în mai 2016.

## Biodiversitate
Situată în ecoregiunea atlantică, aria protejată conține 1 habitat natural: Ape puternic oligomezotrofe cu vegetație bentonică cu Chara spp..
La baza desemnării sitului se află mai multe specii protejate:
- păsări (4): rață-cu-cap-castaniu (Aythya ferina), rața moțată (Aythya fuligula), Bucephala clangula, lișiță (Fulica atra)
- nevertebrate (1): Austropotamobius pallipes